# Nekrolog 3. Quartal 1931
Nekrolog
◄◄
| ◄
| 1927
| 1928
| 1929
| 1930
| 1931 | 1932 | 1933 | 1934 | 1935 | ► | ►►
1. Quartal |
2. Quartal |
3. Quartal |
4. Quartal 1931
Weitere Ereignisse | Allgemeiner Nekrolog 1931
Die Beschreibung der verstorbenen Person sollte so kurz wie möglich gehalten sein und nur deren signifikante Tätigkeit(en) enthalten.
Neue Namen ggf. auch unter dem Geburts- und Sterbedatum, also etwa unter 1. Januar und im Geburts- und Sterbejahr (2024) eintragen (nur bei entsprechender großer Wichtigkeit). Für Beispiele siehe die schon vorhandenen Artikel.
Außerdem über die fünf zuletzt Verstorbenen, zu denen es einen ausreichend guten Artikel für eine Präsentation auf der Hauptseite gibt, nach der todesbedingten Überarbeitung der Artikel ggf. auch unter Wikipedia Diskussion:Hauptseite informieren und sie am besten auch in den anderen Wikipedia-Sprachversionen eintragen. Tipp: Regelmäßig bei news.google.de nach „ist tot“, „gestorben“ oder „verstorben“ suchen.
Wenn eine Person gestorben ist, gibt es viele Seiten zu dieser Person in der Wikipedia, die davon auch betroffen sind und entsprechend aktualisiert werden müssen. Beispiele: Namenübersichtsseite, Geburtsjahr, Geburtsort-Seiten und viele mehr.
Wie finde ich die betroffenen Seiten?
Im Suchfeld auf der linken Seite gibt man den Suchbegriff so ein: „Vorname Nachname“. Dann klickt man auf Volltext und alle Seiten mit entsprechendem Suchtext werden aufgerufen. Hier sieht man dann schnell, wo auch das Todesjahr Sinn macht oder sogar ein Teil des Artikels angepasst werden muss. Auch hilft das „Werkzeug“ auf der linken Seite sehr gut, um solche Seiten aufzufinden: „Links auf diese Seite“. Somit ist die Wikipedia wieder aktuell in allen Bereichen! Hinweis: bei Eintragung der Kategorie „Gestorben JAHR“ wird der Missbrauchsfilter 49 ausgelöst, was jedoch nicht schlimm ist. Siehe: Spezial:Missbrauchsfilter/49
Dies ist eine Liste von im dritten Quartal 1931 verstorbenen bekannten Persönlichkeiten. Die Einträge erfolgen innerhalb der einzelnen Daten alphabetisch sortiert. Tiere sind im Nekrolog für Tiere zu finden.

## Juli
| Tag      | Name                                     | Beruf, bekannt als                                                                         | Alter | Beleg |
| -------- | ---------------------------------------- | ------------------------------------------------------------------------------------------ | ----- | ----- |
| 1. Juli  | Alice Mary Robertson                     | US-amerikanische Politikerin                                                               | 77    |       |
| 1. Juli  | Hans Schleimer                           | Mathematiker, Bibliothekar                                                                 | 53    |       |
| 2. Juli  | Stephen Moulton Babcock                  | US-amerikanischer Agrikulturchemiker                                                       | 87    |       |
| 2. Juli  | Albert Taylor Goodwyn                    | US-amerikanischer Politiker                                                                | 88    |       |
| 2. Juli  | Harald Høffding                          | dänischer Philosoph                                                                        | 88    |       |
| 2. Juli  | Peter Kürten                             | Sexualmörder                                                                               | 48    |       |
| 2. Juli  | Charles Quef                             | französischer Organist und Komponist                                                       | 57    |       |
| 4. Juli  | Heinrich Göring                          | deutscher Schreinermeister und Politiker (Zentrum), MdR                                    | 81    |       |
| 4. Juli  | George Scott Graham                      | US-amerikanischer Politiker                                                                | 80    |       |
| 4. Juli  | Johann Ulrich Michael                    | Schweizer reformierter Geistlicher                                                         | 81    |       |
| 4. Juli  | Georg Oeder                              | deutscher Maler                                                                            | 85    |       |
| 4. Juli  | Buddie Petit                             | US-amerikanischer Jazz-Bigband-Leader                                                      |       |       |
| 4. Juli  | Hans Rhoden                              | österreichischer Schauspieler und Regisseur                                                | 49    |       |
| 4. Juli  | Emanuel Philibert von Savoyen            | italienischer General, 2. Herzog von Aosta                                                 | 62    |       |
| 4. Juli  | Emma Cecilia Thursby                     | US-amerikanische Konzertsängerin und Hochschullehrerin                                     | 86    |       |
| 5. Juli  | Friedrich Austerlitz                     | österreichischer Journalist und Politiker                                                  | 69    |       |
| 5. Juli  | Oscar Kjellberg                          | schwedischer Ingenieur und Erfinder                                                        | 60    |       |
| 5. Juli  | Theodor Püllen                           | deutscher Marineoffizier, zuletzt Vizeadmiral                                              | 59    |       |
| 6. Juli  | Edward Goodrich Acheson                  | US-amerikanischer Chemiker und Techniker                                                   | 75    |       |
| 6. Juli  | Neville Lyttelton                        | britischer Offizier                                                                        | 85    |       |
| 7. Juli  | Léon Glaize                              | französischer Maler des akademischen Klassizismus                                          | 89    |       |
| 8. Juli  | Fidelius Henselmann                      | deutscher Maler                                                                            | 74    |       |
| 8. Juli  | Adolf Nicolaus Zacharias                 | deutscher Richter und MdHB                                                                 | 72    |       |
| 9. Juli  | Robert Lee Henry                         | US-amerikanischer Politiker                                                                | 67    |       |
| 10. Juli | William Bates                            | US-amerikanischer Augenarzt                                                                | 70    |       |
| 10. Juli | Reinhold Eichacker                       | deutscher Jurist und Schriftsteller                                                        | 45    |       |
| 10. Juli | Louise McKinney                          | kanadische Feministin, Politikerin und Sozialaktivistin                                    | 62    |       |
| 10. Juli | Tony Schumacher                          | deutsche Kinderbuchautorin                                                                 | 83    |       |
| 10. Juli | Felix von Winiwarter                     | österreichischer Arzt                                                                      | 78    |       |
| 11. Juli | Jean-Louis Forain                        | französischer Maler, Grafiker und Karikaturist                                             | 78    |       |
| 11. Juli | Karl Larsen                              | dänischer Schriftsteller                                                                   | 70    |       |
| 12. Juli | Joseph Campani                           | Benediktiner und Architekt                                                                 | 75    |       |
| 12. Juli | Friedrich Gundolf                        | deutscher Dichter und Literaturwissenschaftler                                             | 51    |       |
| 12. Juli | Ludwig Gurlitt                           | deutscher Reformpädagoge                                                                   | 76    |       |
| 12. Juli | Hugo von Huller                          | bayerischer Generalleutnant                                                                | 71    |       |
| 12. Juli | Alice Regnault                           | französische Schauspielerin und Autorin                                                    | 82    |       |
| 12. Juli | Nathan Söderblom                         | schwedischer lutherischer Theologe und Friedensnobelpreisträger                            | 65    |       |
| 12. Juli | José Tagarro                             | portugiesischer Maler und Zeichner                                                         | 29    |       |
| 12. Juli | Wladimir Kiriakowitsch Triandafillow     | sowjetischer Militärtheoretiker                                                            | 37    |       |
| 13. Juli | Nikolai Dmitrijewitsch Bartram           | russischer Künstler, Museumsleiter und Sammler                                             | 57    |       |
| 13. Juli | Charles Gordon Edwards                   | US-amerikanischer Politiker                                                                | 53    |       |
| 13. Juli | Johannes Josephsen                       | grönländischer Landesrat                                                                   | 63    |       |
| 14. Juli | Alfred Grenander                         | schwedischer Architekt                                                                     | 68    |       |
| 14. Juli | Heinrich Oesterheld                      | deutscher Schauspieler und Komiker                                                         | 43    |       |
| 14. Juli | Friedrich von Payer                      | deutscher Politiker (Fortschrittliche Volkspartei, DDP), MdR                               | 84    |       |
| 15. Juli | Ladislaus von Bortkewitsch               | russischer Ökonom and Statistiker polnischer Abstammung                                    | 62    |       |
| 15. Juli | Francisco Camet                          | argentinischer Fechter                                                                     | 54    |       |
| 15. Juli | Vinzenz von Fox                          | österreich-ungarischer General                                                             | 72    |       |
| 16. Juli | Alice Pike Barney                        | US-amerikanische Malerin                                                                   | 74    |       |
| 16. Juli | Peter Kerp                               | deutscher Politiker (Zentrum), MdR                                                         | 59    |       |
| 16. Juli | Friedrich Karl Georg Müller              | Pädagoge und Chemiker                                                                      | 83    |       |
| 16. Juli | Charles T. Studd                         | englischer Cricketspieler, evangelischer Missionar                                         | 70    |       |
| 17. Juli | Emil Claviez                             | deutscher Textilfabrikant, Erfinder und Komponist                                          | 65    |       |
| 17. Juli | William Lethaby                          | englischer Architekt, Architekturhistoriker, Designer und Kunstpädagoge                    | 74    |       |
| 17. Juli | Nicolae Paulescu                         | rumänischer Physiologe, Hochschullehrer und Forscher                                       | 61    |       |
| 17. Juli | Joseph Heinrich von Schomacker           | deutsch-russischer Arzt und Segler                                                         | 72    |       |
| 17. Juli | Chester W. Taylor                        | US-amerikanischer Politiker                                                                | 48    |       |
| 17. Juli | Josip Tončić-Sorinj                      | dalmatinischer Politiker und stellvertretender Statthalter von Dalmatien                   | 83    |       |
| 17. Juli | Ignaz Zadek senior                       | deutscher Arzt und Politiker                                                               | 73    |       |
| 18. Juli | Ludolph Berkemeier                       | niederländischer Künstler                                                                  | 66    |       |
| 18. Juli | Hermann Hendrich                         | deutscher Maler                                                                            | 76    |       |
| 18. Juli | Bird J. Vincent                          | US-amerikanischer Politiker                                                                | 51    |       |
| 19. Juli | Ottilie von Bistram                      | deutsche Frauenrechtlerin                                                                  | 72    |       |
| 19. Juli | Fanny Edle von Geiger-Weishaupt          | deutsche Malerin                                                                           | 69    |       |
| 20. Juli | Herbert Baddeley                         | britischer Tennis- und Badmintonspieler                                                    | 59    |       |
| 20. Juli | Alfred Hensen                            | deutscher Architekt und kommunaler Baubeamter                                              | 62    |       |
| 20. Juli | Gustav Laager                            | Schweizer Unternehmer                                                                      | 63    |       |
| 21. Juli | Alexander Cassinone                      | österreichischer Maschinenbauingenieur und Luftfahrtpionier                                | 64    |       |
| 21. Juli | Josef Dreyhorst                          | österreichischer Kaufmann und Politiker, Landtagsabgeordneter                              | 85    |       |
| 21. Juli | Werner Krüger                            | deutscher Radsportler und Schrittmacher                                                    | 53    |       |
| 21. Juli | Émile Pouget                             | französischer Vertreter des Anarchismus und des revolutionären Syndikalismus in Frankreich | 70    |       |
| 22. Juli | Georg Michailowitsch Brassow             | russischer Adeliger, Mitglied des Hauses Romanow                                           | 20    |       |
| 22. Juli | Conrad Brüne                             | deutscher Braumeister und Brauereidirektor                                                 | 77    |       |
| 22. Juli | Otto Rossbach                            | deutscher klassischer Philologe und Archäologe                                             | 73    |       |
| 22. Juli | Max von Rümelin                          | deutscher Jurist und Professor                                                             | 70    |       |
| 23. Juli | Josef Bayer                              | österreichischer Archäologe                                                                | 49    |       |
| 23. Juli | Pedro Fontanilla                         | spanischer Pianist, Komponist, Musikwissenschaftler und -pädagoge                          | 74    |       |
| 23. Juli | Jimmy Harrison                           | US-amerikanischer Jazz-Posaunist und Sänger                                                | 30    |       |
| 23. Juli | Franz Heger                              | österreichischer Ethnologe                                                                 | 77    |       |
| 23. Juli | Ressel Orla                              | österreichische Schauspielerin                                                             | 42    |       |
| 23. Juli | Pang Chŏng-hwan                          | südkoreanischer Schriftsteller                                                             | 31    |       |
| 24. Juli | Theodor Kipp                             | deutscher Jurist und Hochschullehrer                                                       | 69    |       |
| 24. Juli | Nonô                                     | brasilianischer Fußballnationalspieler                                                     | 32    |       |
| 24. Juli | Emile Wetterlé                           | französisch-deutscher Geistlicher, Redakteur und Politiker, MdR                            | 70    |       |
| 25. Juli | Cecil Mallaby Firth                      | englischer Ägyptologe                                                                      | 53    |       |
| 25. Juli | Ibrahim Heski                            | kurdischer Rebell und Angehöriger des Celali-Stammes                                       |       |       |
| 25. Juli | Per Axel Rydberg                         | schwedischer Botaniker                                                                     | 71    |       |
| 26. Juli | Martin von Campe                         | deutscher Jurist und Landeshauptmann der Provinz Hannover                                  | 65    |       |
| 26. Juli | Heinrich August Luitbert von Friesen     | königlich-sächsischer Kammerherr, Wirklicher Geheimer Rat und Oberleutnant                 | 83    |       |
| 26. Juli | Hans Siegrist                            | Schweizer Politiker                                                                        | 70    |       |
| 27. Juli | Paul Adam                                | deutscher Buchbinder und Autor zahlreicher Fachpublikationen                               | 82    |       |
| 27. Juli | Carl Eigenmann                           | Schweizer Politiker                                                                        | 81    |       |
| 27. Juli | Auguste Forel                            | Schweizer Psychiater und Entomologe                                                        | 82    |       |
| 27. Juli | Jacques Herbrand                         | französischer Logiker                                                                      | 23    |       |
| 27. Juli | John J. Lentz                            | US-amerikanischer Politiker                                                                | 75    |       |
| 27. Juli | Lennart Arvid Lundberg                   | schwedischer Pianist, Komponist und Musikpädagoge                                          | 67    |       |
| 27. Juli | Alfredo Peri-Morosini                    | Schweizer Bischof                                                                          | 69    |       |
| 27. Juli | Emil Solleder                            | deutscher Bergsteiger                                                                      | 31    |       |
| 28. Juli | Karl Georg Brandis                       | deutscher Bibliothekar                                                                     | 76    |       |
| 28. Juli | Charles Joseph Doherty                   | kanadischer Jurist und Politiker                                                           | 76    |       |
| 28. Juli | Andreas Fack                             | deutscher Lehrer und Rhöndichter (Komponist und Texter des Rhönlieds)                      | 68    |       |
| 28. Juli | Samuel C. Major                          | US-amerikanischer Politiker                                                                | 62    |       |
| 28. Juli | Emil Warburg                             | deutscher Physiker                                                                         | 85    |       |
| 29. Juli | Edward Everett Smith                     | US-amerikanischer Politiker                                                                | 70    |       |
| 30. Juli | Johannes Benjamin Brennecke              | deutscher Arzt, Geheimer Sanitätsrat                                                       | 81    |       |
| 31. Juli | Henri Cohen                              | belgischer Wasserballspieler                                                               | 49    |       |
| 31. Juli | Richard Alexander Fullerton Penrose, Jr. | amerikanischer Geologe und Unternehmer                                                     | 67    |       |
| 31. Juli | Karl Tellenbach                          | Berner Stadtoriginal                                                                       | 54    |       |

## August
| Tag        | Name                               | Beruf, bekannt als | Alter | Beleg |
| ---------- | ---------------------------------- | --- | ----- | ----- |
| 1. August  | Arnold Hufenus                     | Schweizer Unternehmer                                                                                                  | 77    |       |
| 1. August  | Chrisje van der Willigen           | niederländische Malerin und Grafikerin                                                                                 | 81    |       |
| 2. August  | Louis Barrau-Dihigo                | französischer Bibliothekar, Romanist, Hispanist, Katalanist und Historiker                                             | 55    |       |
| 2. August  | Leopold Blasel                     | österreichischer Theaterschauspieler                                                                                   | 65    |       |
| 2. August  | José Clos y Pagés                  | spanischer Geistlicher, Bischof von Zamboanga                                                                          | 72    |       |
| 2. August  | Hitomi Kinue                       | japanische Leichtathletin                                                                                              | 24    |       |
| 2. August  | Anton Kerschbaumer                 | deutscher Maler des Expressionismus                                                                                    | 45    |       |
| 2. August  | Carl von Wangenheim                | deutscher Verwaltungsbeamter                                                                                           | 71    |       |
| 3. August  | Paul Barsch                        | deutschsprachiger Lyriker und Erzähler                                                                                 | 71    |       |
| 3. August  | Charles Forster Smith              | US-amerikanischer Klassischer Philologe                                                                                | 79    |       |
| 3. August  | Fritz Worm                         | deutscher Lehrer und Heimatdichter                                                                                     | 68    |       |
| 4. August  | Daniel Read Anthony junior         | US-amerikanischer Politiker                                                                                            | 60    |       |
| 4. August  | Anton Bleikolm                     | österreichischer Politiker                                                                                             | 81    |       |
| 4. August  | Eugen Brückner                     | deutscher sozialdemokratischer Gewerkschafter und Politiker (SPD)                                                      | 58    |       |
| 4. August  | Otto Güthling                      | deutscher Klassischer Philologe und Gymnasiallehrer                                                                    | 78    |       |
| 4. August  | Willy Spatz                        | deutscher Maler des Historismus, Professor an der Kunstakademie Düsseldorf                                             | 69    |       |
| 5. August  | Archibald Barr                     | schottischer Ingenieur und Hochschullehrer                                                                             | 75    |       |
| 5. August  | George Bryce                       | kanadischer Geistlicher und Historiker                                                                                 | 87    |       |
| 5. August  | Richard Needon                     | deutscher Pädagoge, Historiker und Heimatforscher                                                                      | 69    |       |
| 5. August  | Domingo Santa Cruz                 | argentinischer Bandoneonist, Bandleader und Tangokomponist                                                             | 46    |       |
| 6. August  | Bix Beiderbecke                    | amerikanischer Jazz-Musiker und Kornettist                                                                             | 28    |       |
| 6. August  | Hermann Colshorn                   | deutscher Politiker (DHP), MdR                                                                                         | 77    |       |
| 6. August  | George Albert Guertin              | US-amerikanischer Geistlicher, Bischof von Manchester                                                                  | 62    |       |
| 7. August  | Maximilian Senfft von Pilsach      | königlich-sächsischer Generalmajor                                                                                     | 77    |       |
| 7. August  | Jonas Ranter                       | österreichischer Maler und Restaurator                                                                                 | 71    |       |
| 8. August  | Ernest Hamlin Abbott               | US-amerikanischer Theologe und Journalist                                                                              | 61    |       |
| 8. August  | Marie Amrein-Troller               | Schweizer Architektin                                                                                                  | 82    |       |
| 8. August  | Viljam Johansson                   | finnischer Mittel- und Langstreckenläufer                                                                              | 44    |       |
| 8. August  | Kuno Leonhardt                     | Landtagsabgeordneter im Freistaat Sachsen-Meiningen und Handwerkerfunktionär                                           | 82    |       |
| 9. August  | Hubert Hippmann                    | Wilddieb aus dem böhmischen Erzgebirge                                                                                 | 50    |       |
| 9. August  | Michael Nassatisin                 | litauischer Großindustrieller und Philanthrop                                                                          | 54    |       |
| 9. August  | Friedrich Walbaum                  | ungarischer bzw. rumänischer Politiker aus der Volksgruppe der Siebenbürger Sachsen                                    | 67    |       |
| 10. August | Richard Wettstein                  | österreichischer Botaniker                                                                                             | 68    |       |
| 11. August | Hans von Reibnitz                  | deutscher Majoratsbesitzer und Politiker (DFP, FVp), MdR                                                               | 76    |       |
| 12. August | Max Morgenstern-Döring             | sächsischer Offizier, zuletzt Generalmajor im Ersten Weltkrieg                                                         | 73    |       |
| 12. August | István Rakovszky                   | ungarischer Politiker und Präsident der Nationalversammlung                                                            | 73    |       |
| 13. August | Karl Kaniak                        | österreichischer Arbeiterdichter, Sänger und Zeichner                                                                  | 59    |       |
| 13. August | Moriz Schlachter                   | deutscher Bildhauer und Kirchenausstatter                                                                              | 79    |       |
| 14. August | Damianos I.                        | griechisch-orthodoxer Patriarch von Jerusalem und Ganz Palästina                                                       | 83    |       |
| 14. August | Richard R. Kenney                  | US-amerikanischer Politiker                                                                                            | 74    |       |
| 15. August | Friedrich Bosse                    | deutscher Evangelischer Theologe und Bibliothekar                                                                      | 66    |       |
| 15. August | Franz Herwig                       | deutscher Schriftsteller und Kritiker                                                                                  | 51    |       |
| 15. August | Jakob Müller                       | Schweizer Politiker (FDP)                                                                                              | 83    |       |
| 16. August | Martin Flack                       | englischer Physiologe                                                                                                  | 49    |       |
| 17. August | Cyriaque Gillain                   | belgischer Generalleutnant                                                                                             | 74    |       |
| 17. August | Gustav Schmalbach                  | deutscher Unternehmer                                                                                                  | 51    |       |
| 18. August | Eric Krenz                         | US-amerikanischer Kugelstoßer und Diskuswerfer                                                                         | 25    |       |
| 18. August | Belle Case La Follette             | US-amerikanische Zeitungsverlegerin, Suffragette und Juristin                                                          | 72    |       |
| 19. August | Gebhard von Blücher                | deutscher Aristokrat                                                                                                   | 66    |       |
| 19. August | Eduard Euler                       | deutscher Maler und Lithograf                                                                                          | 64    |       |
| 20. August | Henri Babinski                     | französischer Kochbuchautor                                                                                            | 75    |       |
| 20. August | Waldemar von Baußnern              | deutscher Komponist und Musikpädagoge                                                                                  | 64    |       |
| 20. August | Carl Jukel                         | österreichischer Politiker (CS), Abgeordneter zum Nationalrat, Mitglied des Bundesrates                                | 66    |       |
| 20. August | Oskar von Truppel                  | deutscher Marineoffizier, zuletzt Admiral sowie Gouverneur von Kiautschou                                              | 77    |       |
| 21. August | César Thomson                      | belgischer Violinist und Komponist                                                                                     | 74    |       |
| 22. August | Arthur Stanley, 5. Baron Sheffield | britischer Politiker, Mitglied des House of Commons und Gouverneur des australischen Bundesstaats Victoria (1914–1920) | 55    |       |
| 23. August | Eduard Ey-Steineck                 | preußischer Offizier                                                                                                   | 81    |       |
| 23. August | Josef Reiner                       | deutsch-böhmischer Kunstmaler                                                                                          | 68    |       |
| 23. August | Arthur Sakheim                     | deutscher Journalist, Schriftsteller und Dramaturg                                                                     | 41    |       |
| 24. August | Henrique Lopes de Mendonça         | portugiesischer Poet, Texter der Nationalhymne Portugals                                                               | 75    |       |
| 24. August | Victor Polidori                    | französischer Turner                                                                                                   | 43    |       |
| 24. August | Augustus E. Willson                | US-amerikanischer Politiker, Gouverneur von Kentucky                                                                   | 84    |       |
| 25. August | Adolf Friedrich Lindemann          | britischer Ingenieur und Hobby-Astronom                                                                                | 85    |       |
| 26. August | Theodor Althoff                    | deutscher Kaufmann, Textil-Einzelhändler und Warenhaus-Unternehmer                                                     | 72    |       |
| 26. August | Léon-Eugène-Aubin Coullard Descos  | französischer Diplomat                                                                                                 | 68    |       |
| 26. August | Heinrich Grünfeld                  | österreichischer Cellist                                                                                               | 76    |       |
| 26. August | Hamaguchi Osachi                   | 27. Premierminister von Japan                                                                                          | 61    |       |
| 27. August | Louis Andrieux                     | französischer Politiker, Polizeipräfekt von Paris, Botschafter in Madrid                                               | 91    |       |
| 27. August | Frank Harris                       | irisch-englischer Autor und Redakteur                                                                                  | 75    |       |
| 27. August | Willem Hubert Nolens               | niederländischer Politiker, Priester und Hochschullehrer                                                               | 70    |       |
| 27. August | Gunnar Tallberg                    | finnischer Segler | 49    |       |
| 28. August | Ludwig Goiginger                   | österreichisch-ungarischer Feldmarschalleutnant im Ersten Weltkrieg                                                    | 68    |       |
| 28. August | Arthur Hartmann                    | deutscher HNO-Arzt, Hochschullehrer                                                                                    | 82    |       |
| 28. August | Hugh Mahon                         | australischer Politiker und Außenminister                                                                              | 74    |       |
| 29. August | David Abercrombie                  | US-amerikanischer Unternehmer                                                                                          | 64    |       |
| 29. August | Friedrich Engesser                 | deutscher Bauingenieur                                                                                                 | 83    |       |
| 30. August | Friedrich Busch                    | deutscher Gymnasiallehrer und Meteorologe                                                                              | 80    |       |
| 30. August | Eduard Elbogen                     | österreichischer Talkum-Industrieller                                                                                  | 74    |       |
| 30. August | Peter Gemeinder                    | deutscher Politiker (NSDAP), MdR, Gauleiter                                                                            | 40    |       |
| 30. August | William C. Houston                 | US-amerikanischer Politiker                                                                                            | 79    |       |
| 30. August | Eugen Wullschleger                 | Schweizer Politiker (SP)                                                                                               | 69    |       |
| 31. August | Andrei Wiktorowitsch Anochin       | russischer Ethnograph, Musikwissenschaftler und Komponist                                                              | 61    |       |
| 31. August | Hermann Hiller                     | deutscher Politiker | 64    |       |
| 31. August | Clifford Herschel Moore            | US-amerikanischer Klassischer Philologe und Religionswissenschaftler                                                   | 65    |       |
| 31. August | Didrik Nyholm                      | dänischer Jurist und Richter am Ständigen Internationalen Gerichtshof (1922–1930)                                      | 73    |       |
| 31. August | David Pendleton Oakerhater         | indianischer Künstler                                                                                                  |       |       |

## September
| Tag           | Name                                    | Beruf, bekannt als                                                                                | Alter | Beleg |
| ------------- | --------------------------------------- | ------------------------------------------------------------------------------------------------- | ----- | ----- |
| 1. September  | Enric Sagnier                           | spanischer Architekt und Vertreter des katalanischen Jugendstils (Modernisme)                     | 73    |       |
| 1. September  | Franziska Stoecklin                     | deutsche Schriftstellerin                                                                         | 36    |       |
| 2. September  | Harrington Emerson                      | US-amerikanischer Manager und Management-Theoretiker                                              | 78    |       |
| 2. September  | Ichinohe Hyōe                           | General der kaiserlich japanischen Armee                                                          | 76    |       |
| 2. September  | Fredric Landelius                       | schwedischer Sportschütze                                                                         | 46    |       |
| 2. September  | François Nau                            | französischer Geistlicher und Mathematiker                                                        | 67    |       |
| 3. September  | David Dunlop                            | britischer Segler                                                                                 | 71    |       |
| 3. September  | Georg Klimt                             | österreichischer Kunsthandwerker                                                                  | 63    |       |
| 3. September  | Franz Schalk                            | österreichischer Dirigent                                                                         | 68    |       |
| 3. September  | Gustav Steinberger                      | österreichischer Architekt und Baumeister                                                         | 69    |       |
| 4. September  | Alfred Grotjahn                         | deutscher Mediziner und Politiker (SPD), MdR                                                      | 61    |       |
| 4. September  | Johann Hubert Inden                     | deutscher Industrieller                                                                           | 66    |       |
| 4. September  | Leopold Salvator von Österreich-Toskana | Erzherzog von Österreich                                                                          | 67    |       |
| 4. September  | Karl Joseph Rieder                      | deutscher Pfarrer und Kirchenhistoriker                                                           | 55    |       |
| 5. September  | Isabella von Croÿ                       | Prinzessin von Croÿ-Dülmen, Erzherzogin von Österreich-Teschen                                    | 75    |       |
| 5. September  | David Griffiths                         | britischer Sportschütze                                                                           | 57    |       |
| 5. September  | Emil Kraft                              | österreichischer Politiker (DnP, GDVP), Abgeordneter zum Nationalrat                              | 66    |       |
| 5. September  | John Thomson                            | schottischer Fußballtorhüter                                                                      | 22    |       |
| 6. September  | Arthur Bauer                            | österreichischer Theaterschauspieler                                                              |       |       |
| 6. September  | Hans Kloetzli                           | Schweizer Journalist                                                                              | 40    |       |
| 7. September  | Johannes Körner                         | deutscher Architekt, preußischer Baubeamter und Denkmalpfleger                                    | 61    |       |
| 7. September  | Charles Payot                           | französischer Offizier, zuletzt Divisionsgeneral                                                  | 63    |       |
| 7. September  | Federico Alberto Tinoco Granados        | Präsident Costa Ricas                                                                             | 62    |       |
| 7. September  | Egon Wilden                             | deutscher Maler und Bühnenbildner                                                                 | 36    |       |
| 8. September  | Gustav Horcher                          | deutscher Gastronom                                                                               | 57    |       |
| 9. September  | Mário Castelo Branco Barreto            | brasilianischer Romanist, Lusitanist und Grammatiker                                              | 52    |       |
| 9. September  | Elsdon Best                             | neuseeländischer Anthropologe                                                                     | 75    |       |
| 9. September  | Lujo Brentano                           | deutscher Wirtschaftswissenschaftler und Sozialreformer                                           | 86    |       |
| 10. September | Viktor Cathrein                         | Schweizer jesuitischer Moral- und Rechtsphilosoph                                                 | 86    |       |
| 10. September | Dmitri Fjodorowitsch Jegorow            | russischer Mathematiker                                                                           | 61    |       |
| 10. September | Edward Skinner King                     | US-amerikanischer Astronom                                                                        | 70    |       |
| 10. September | Salvatore Maranzano                     | Mafiaboss in den Vereinigten Staaten                                                              |       |       |
| 10. September | Alfonso Rendano                         | italienischer Pianist und Musikpädagoge                                                           | 78    |       |
| 10. September | Franz Josef Wittemann                   | deutscher Politiker (Zentrum) und Staatspräsident der Republik Baden                              | 65    |       |
| 11. September | Richard Irvine Manning III              | US-amerikanischer Politiker, Gouverneur von South Carolina                                        | 72    |       |
| 11. September | Gotthard Nickisch von Rosenegk          | preußischer Generalleutnant, Mitglied des Preußischen Abgeordnetenhauses                          | 78    |       |
| 11. September | Carl Albert Weber                       | deutscher Botaniker, Grünlandwissenschaftler und Moorforscher                                     | 75    |       |
| 12. September | Bernhard Behrens                        | deutscher Kaufmann, Politiker und MdL                                                             | 84    |       |
| 12. September | Oscar Caro                              | deutscher Industrieller                                                                           | 79    |       |
| 12. September | Benjamin West Clinedinst                | US-amerikanischer Maler und Illustrator                                                           | 71    |       |
| 12. September | Lili Elbe                               | dänische Malerin                                                                                  | 48    |       |
| 12. September | Philipp von Gehren                      | deutscher Verwaltungsbeamter und Rittergutsbesitzer                                               | 63    |       |
| 12. September | Karl Robert Langewiesche                | deutscher Verleger                                                                                | 56    |       |
| 12. September | Joseph Le Brix                          | französischer Flugpionier                                                                         | 32    |       |
| 12. September | Frederick William Lehmann               | US-amerikanischer Jurist und United States Solicitor General                                      | 78    |       |
| 13. September | Friedrich Leopold von Preußen           | preußischer Prinz und Offizier, zuletzt Generaloberst                                             | 65    |       |
| 14. September | Fritz Foerster                          | deutscher Chemiker und Hochschullehrer                                                            | 65    |       |
| 14. September | Konrad Niethammer                       | deutscher Papierunternehmer und Politiker (NLP, DVP), MdL (Königreich Sachsen, Freistaat Sachsen) | 67    |       |
| 14. September | Francesco Ragonesi                      | italienischer Kardinal der römisch-katholischen Kirche                                            | 80    |       |
| 15. September | Hermann Ascher                          | deutscher Verwaltungsjurist                                                                       | 87    |       |
| 15. September | Willy Gies                              | deutscher Fußballspieler und -funktionär                                                          | 41    |       |
| 15. September | James Balfour Paul                      | schottischer Heraldiker und Historiker sowie Lord Lyon King of Arms                               | 84    |       |
| 15. September | Felix Stubenrauch                       | deutscher Marineoffizier, zuletzt Konteradmiral                                                   | 81    |       |
| 16. September | Howard Grubb                            | irischer Erfinder, Astronom und Optiker                                                           | 87    |       |
| 16. September | Niels Nielsen                           | dänischer Mathematiker                                                                            | 65    |       |
| 16. September | Umar al-Muchtar                         | libyscher Koranlehrer                                                                             |       |       |
| 17. September | Franz Birbaumer                         | österreichischer Gärtner und Politiker (CSP), Abgeordneter zum Nationalrat                        | 59    |       |
| 17. September | Rudolf Gieseler                         | deutscher Politiker (DVFP, DVFB, DNVP), MdL                                                       | 57    |       |
| 17. September | Marvin Hart                             | US-amerikanischer Boxweltmeister im Schwergewicht                                                 | 55    |       |
| 17. September | Konrad Küster                           | deutscher Arzt und Publizist                                                                      | 89    |       |
| 18. September | Karl Gutmann                            | deutscher Prähistoriker                                                                           | 77    |       |
| 18. September | John F. Nugent                          | US-amerikanischer Politiker                                                                       | 63    |       |
| 18. September | Aurélio Paz dos Reis                    | portugiesischer Filmpionier, Filmregisseur und Florist                                            | 69    |       |
| 18. September | Geli Raubal                             | österreichische Frau, Nichte Adolf Hitlers                                                        | 23    |       |
| 19. September | Julius von Braun                        | deutscher Verwaltungsbeamter                                                                      | 62    |       |
| 19. September | Antonio Dionisi                         | italienischer Arzt, Bakteriologe, Hygieniker und Parasitologe                                     | 75    |       |
| 19. September | David Starr Jordan                      | US-amerikanischer Zoologe, Ichthyologe, Botaniker, Eugeniker und Friedensaktivist                 | 80    |       |
| 19. September | Gerhard Krahmer                         | deutscher klassischer Archäologe                                                                  | 40    |       |
| 19. September | Ludwig Palmer                           | deutscher Schriftsteller                                                                          | 74    |       |
| 19. September | Anton Sunder-Plassmann                  | deutscher Architekt und Bauunternehmer                                                            | 71    |       |
| 20. September | Jarmila Hašková                         | tschechische Journalistin, Prosaistin und Frau des Schriftstellers Jaroslav Hašek                 | 44    |       |
| 20. September | Max Littmann                            | deutscher Architekt                                                                               | 69    |       |
| 20. September | Joan Beauchamp Procter                  | britische Herpetologin                                                                            | 34    |       |
| 21. September | Oscar Huldschinsky                      | deutscher Kunstsammler und Mäzen                                                                  | 84    |       |
| 21. September | Benjamin Glover Laws                    | englischer Schachkomponist                                                                        | 70    |       |
| 21. September | Josef Neumann                           | deutscher Kupferstecher und Radierer                                                              | 71    |       |
| 21. September | Ferdinand Noack                         | deutscher Klassischer Archäologe                                                                  | 65    |       |
| 21. September | Josef Nikolaus Rheinboldt               | deutscher Politiker und Diplomat                                                                  | 70    |       |
| 22. September | Felix Barth                             | sächsischer General der Infanterie                                                                | 79    |       |
| 22. September | Friedrich Blochmann                     | deutscher Zoologe                                                                                 | 73    |       |
| 22. September | Willi Stöve                             | deutscher Unternehmer und Politiker (NLP), MdR                                                    | 71    |       |
| 23. September | Hans Dahme                              | deutscher Architekt                                                                               | 56    |       |
| 23. September | Adolf Weidig                            | Komponist und Musiker                                                                             | 63    |       |
| 24. September | Hermann von Littrow                     | österreichischer Ingenieur                                                                        | 72    |       |
| 25. September | Henry Philemon Attwater                 | amerikanischer Offizier und Entdecker                                                             | 77    |       |
| 25. September | Aleksander Skrzyński                    | polnischer Ministerpräsident                                                                      | 49    |       |
| 25. September | Ulrich von Wilamowitz-Moellendorff      | deutscher klassischer Philologe                                                                   | 82    |       |
| 26. September | Alfons Brunhart                         | liechtensteinischer Arzt und Politiker                                                            | 62    |       |
| 26. September | Albert Capellani                        | französischer Theaterschauspieler, Filmregisseur, Drehbuchautor und Produzent                     | 57    |       |
| 26. September | Harry Macdonough                        | kanadischer Sänger                                                                                | 60    |       |
| 26. September | John Reber                              | US-amerikanischer Politiker                                                                       | 73    |       |
| 27. September | Albert Gümbel                           | deutscher Archivar                                                                                | 64    |       |
| 28. September | Sylvain Dupuis                          | belgischer Komponist und Dirigent                                                                 | 74    |       |
| 28. September | Johannes Hillebrand                     | Theologe, Pädagoge und Weihbischof im Bistum Paderborn                                            | 57    |       |
| 28. September | Hans von Querfurth                      | deutscher Unternehmer und Politiker                                                               | 82    |       |
| 29. September | Sibylla Eickelboom                      | deutsche Politikerin (Zentrum), MdL Preußen (1821–1928)                                           | 47    |       |
| 29. September | Paula Kalmar-Wolf                       | österreichische Schachspielerin                                                                   | 51    |       |
| 29. September | William Orpen                           | irisch-britischer Maler                                                                           | 52    |       |
| 30. September | Alexander Mell                          | österreichischer Blindenlehrer                                                                    | 81    |       |
| 30. September | Henry C. Warmoth                        | US-amerikanischer Politiker                                                                       | 89    |       |